# Gérygone à cou brun
Gerygone ruficollis
Espèce
Statut de conservation UICN

 LC  : Préoccupation mineure
La Gérygone à cou brun (Gerygone ruficollis) est une espèce de passereau de  la famille des Acanthizidae.

## Distribution et habitat
Elle fréquente les montagnes humides tropicales et subtropicales de Nouvelle-Guinée.